# Flabelligeridae

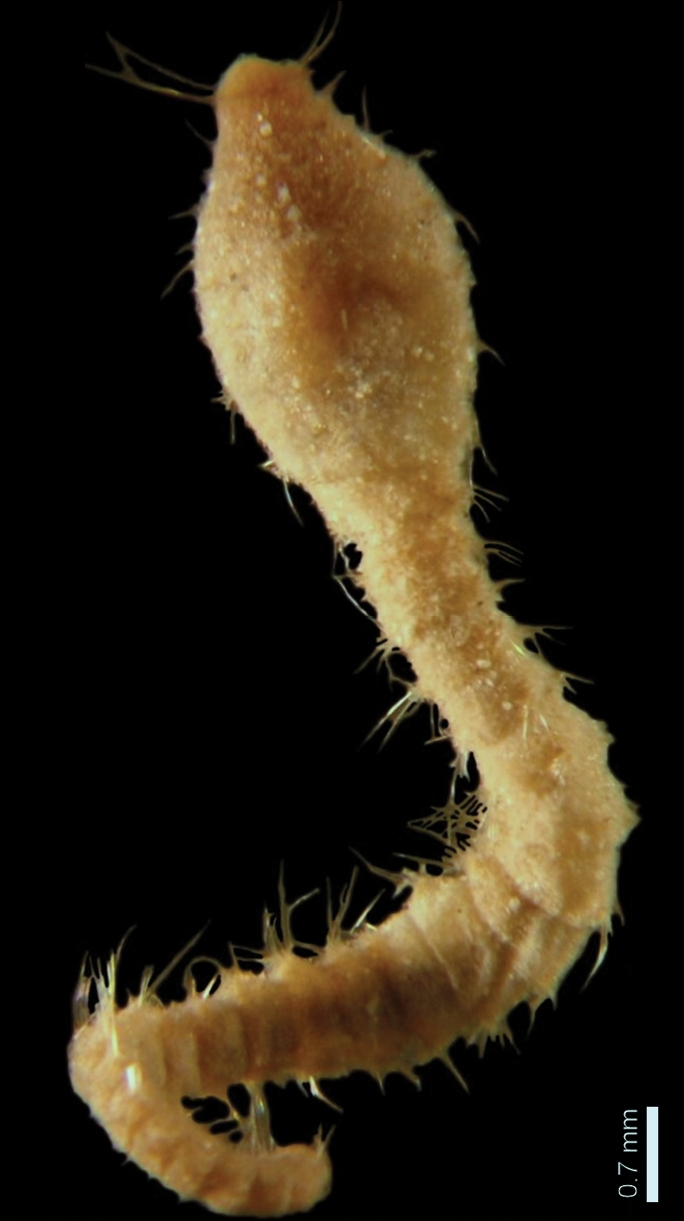
Diplocirrus incognitus

Flabelligeridae (лат.) — семейство кольчатых червей отряда Terebellida из подкласса Sedentaria класса многощетинковых.

## Описание
Морские многощетинковые черви, относительно короткие с небольшим количеством сегментов, обычно с папиллозным эпидермисом. У флабеллигерид нечеткая голова с буккальными щупальцами, которые обычно втянуты в мембранную оболочку. Передние сегменты часто несут удлиненные хеты, направленные вперед и образующие цефалическую клетку. Параподии нечеткие, а хеты выходят непосредственно из стенки тела. Тело цилиндрическое или фузиформное. Про- и перистомии втягиваются между первыми тремя сетигерами. Простомиум — тонкий гребень с пальпами на заднелатеральных сторонах. Перистомий с расширенной дорсальной мембраной, несущей бранхии. Нотохеты поперечные или гладкие, тонкие; нейрохеты либо такие же, либо с более утолщенными шипами, либо составные с различными придатками.
В отличие от многих полихет, у них также есть большие, пигментированные, сложные глаза.
Представители семейства встречаются по всему миру от приливно-отливной зоны до абиссальных глубин, хотя их виды редко бывают многочисленными. Некоторые виды рода обитают в трубчатых структурах, другие живут под камнями, а некоторые зарываются в грунт чуть ниже поверхности осадка. Один из инвазивных видов Pherusa в изобилии встречается в качестве бурового организма в живых колониях кораллов в гавани Гонконга.

## Систематика
Известно около 30 родов и более 200 видов. Семейство Flabelligeridae было впервые образовано в 1894 году. Acrocirridae, Flabelligeridae и Cirratulidae образуют кладу внутри Terebellida.
- Annenkova Salazar-Vallejo, 2012[10]
- Brada Stimpson, 1854
- Bradabyssa Hartman, 1967
- Buskiella McIntosh, 1885
- Coppingeria Haswell, 1892
- Daylithos Salazar-Vallejo, 2012
- Diplocirrus Haase, 1915
- Flabegraviera Salazar-Vallejo, 2012
- Flabehlersia Salazar-Vallejo, 2012
- Flabelliderma Hartman, 1969
- Flabelligera Sars, 1829
- Flabesymbios Salazar-Vallejo, 2012
- Ilyphagus Chamberlin, 1919
- Lamispina Salazar-Vallejo, 2014
- Mazopherusa Hay, 2002 †
- Paratherochaeta Salazar-Vallejo, 2013[11]
- Pherusa Oken, 1807
- Piromis Kinberg, 1867
- Poeobius Heath, 1930
- Pycnoderma Grube, 1877
- Semiodera Chamberlin, 1919
- Stylarioides Delle Chiaje, 1831
- Therochaeta Chamberlin, 1919
- Treadwellius Salazar-Vallejo, 2011
- Trophonia Johnston, 1840
- Trophoniella Caullery, 1944

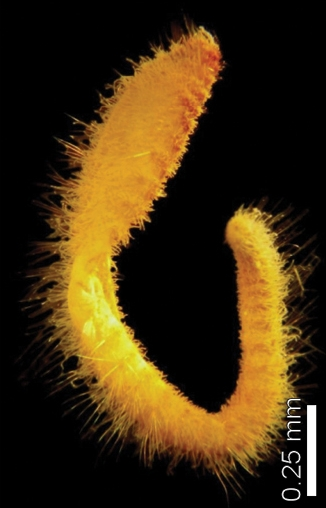
Diplocirrus hirsutus
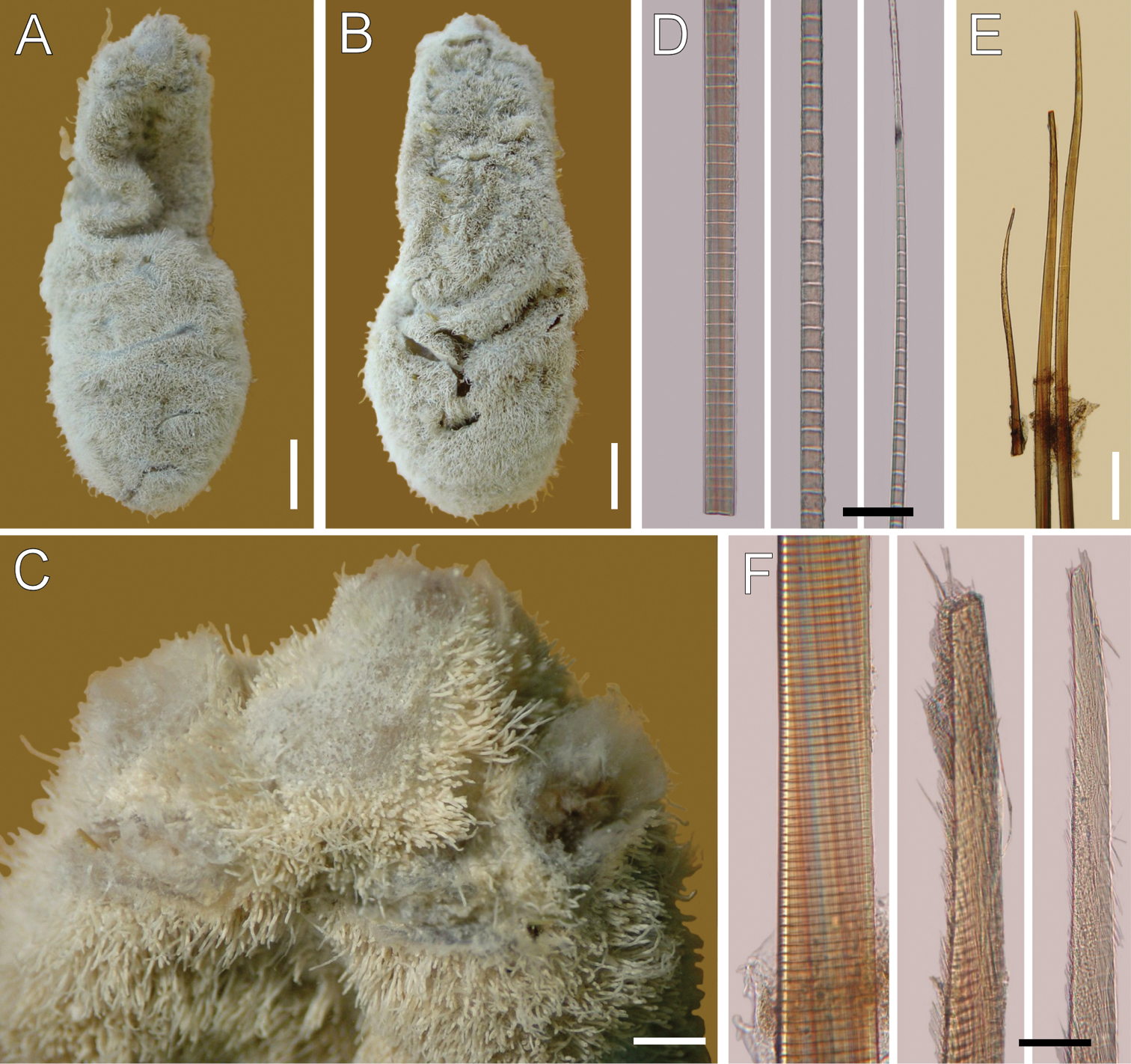
Ilyphagus hirsutus